# Peace to Prosperity: A Vision to Improve the Lives of the Palestinian and Israeli People
Peace to Prosperity: A Vision to Improve the Lives of the Palestinian and Israeli People (bogstaveligt: "Fred til velstand: En vision om at forbedre det palæstinensiske og det israelske folks liv"), almindeligvis også kendt som Trumps fredsplan, er et forslag fra Trump-administrationen med den erklærede hensigt at løse den israelsk-palæstinensiske konflikt. Donald Trump afslørede formelt planen på en pressekonference i Det Hvide Hus den 28. januar 2020 sammen med den israelske premierminister Benjamin Netanyahu; Palæstinensiske repræsentanter deltog ikke.
Planen blev skrevet og krediteret et team ledet af Trumps svigersøn og seniorrådgiver Jared Kushner. Både Vestbreddens nybyggeres Yesha-råd og den palæstinensiske ledelse afviste planen: førstnævnte, fordi planen foreslog at etablere en palæstinensisk stat, sidstnævnte argumenterede for, at planen var for partisk til fordel for Israel. Planen er opdelt i to dele, en økonomisk del og en politisk del. Den 22. juni 2019 frigav Trump-administrationen den økonomiske del af planen med titlen "Fred til velstand". Den politiske del blev frigivet i slutningen af januar 2020.
Planen er blevet karakteriseret som at stille for hårde krav til palæstinenserne, mens planen samtidig kræver for få indrømmelser fra israelerne. Således har reaktionen fra demokraterne været blandet, hvor bl.a. de førende demokratiske præsidentkandidater i præsidentvalget 2020  har fordømt planen og beskrevet denne som et "røgslør" for annektering. Foreslåede gevinster for palæstinenserne i planen er afhængige af en liste af betingelser, som modstandere af planen har kaldt "umulig" og "uvirkelig". Disse betingelser omfatter bl.a. en total demilitarisering, at palæstinenserne opgivelser international retssag mod Israel og USA samt overholdelse "af alle de andre vilkår og betingelser" i den 180 sider lange plan. Planen afviser endvidere en palæstinensisk hovedstad i Østjerusalem og forslår i stedet en hovedstad i udkanten af byen. Den foreslåede lokation for den palæstinensiske hovedstad inkluderer flygtningelejren Shuafat, der er beskrevet som et "bande-infiltreret slumkvarter". Mange israelske bosættere har endvidere udtrykt utilfredshed og bekymring over planens sikkerhedsforanstaltninger.
Under pressekonferencen, hvor planen blev fremlagt, annoncerede Netanyahu, at den israelske regering øjeblikkeligt ville annektere bosættelserne i Jordan-dalen og Vestbredden, mens han samtidig gav tilsagn om, at Israel ikke ville udvide med nye bosættelser i landområder overladt til palæstinenserne i mindst fire år.[kilde mangler] Den amerikanske ambassadør i Israel, David M. Friedman, hævdede, at Trump-administrationen havde givet tilsagn til en øjeblikkelig annektering, idet han erklærede, at "Israel behøver slet ikke at vente" og "vi vil anerkende det". En Likud-talsmand tweetede efterfølgende, at et forslag om israelske suverænitet over disse bosættelser ville blive forlagt Knesset til afstemning. Dette tweet blev efterfølgende slettet, hvorefter Trump-administrationen præciserede, at der ikke var givet grønt lys til en sådan annektering. Der er ikke taget nogen officiel beslutning vedrørende suverænitet og annektering af de pågældende landområder.
Forskellige nyhedsorganisationer har omtalt planen som "århundredets aftale", skønt der ikke er nogen registrering af, at den amerikanske præsident Donald Trump eller Trump-administrationen bruger navnet. En leder i Los Angeles Times erklærede, at planen fra starten var en "død sild".